# 中泉 (壬生町)
中泉（なかいずみ）は栃木県下都賀郡壬生町の地名。郵便番号は321-0232（壬生郵便局管区）。

## 地理
壬生町北部の一地域。南犬飼地区（旧・南犬飼村）の北西部にあたり、姿川右岸の台地に位置する。西で壬生町みぶ羽生田産業団地・鹿沼市池ノ森、北で鹿沼市下石川、東で壬生町上田・北小林、南で壬生町助谷と接する。
旧来より中泉地域の中心部であった中泉寺・磐裂根裂神社の敷地に隣接して中泉公民館が建てられている。

## 歴史
鎌倉期から戦国期には中泉荘として名前が見られ、平安時代末期に摂関家領荘園として立荘されたと考えられており、現在の栃木市・小山市の一部を含んだ。江戸期は都賀郡の村のひとつで、はじめ宇都宮藩領、元禄元年より旗本畠山氏知行、幕末期は幕府と喜連川藩足利氏の相給であった。

### 沿革
- 1889年（明治22年）4月1日 - 町村制施行により、栃木県下都賀郡中泉村が安塚村、北小林村、上田村、助谷村、国谷村が合併し下都賀郡南犬飼村が成立。中泉村は南犬飼村大字中泉となる。
- 1955年（昭和30年）7月28日 - 南犬飼村が壬生町へ編入合併、南犬飼村は廃止。南犬飼村大字中泉は壬生町大字中泉となる。

### 地名の由来
地内の丘陵地帯に清い流れがあったということから。

## 世帯数と人口
2017年（平成29年）7月31日現在の世帯数と人口は以下の通りである。
| 大字 | 世帯数  | 人口  |
| ---- | ------- | ----- |
| 中泉 | 185世帯 | 501人 |

## 交通

### 道路
- 栃木県道3号宇都宮亀和田栃木線：中泉中央部を北東から南西方向にかけて通過する。北東は宇都宮市方面、南西は栃木市西方町金崎方面に連絡する。
- 栃木県道71号羽生田上蒲生線：バイパス（助谷工区）起点がみぶ羽生田産業団地と中泉の境にある。南東方面は北関東自動車道壬生インターチェンジ・下野市方面へ延びている。
- 栃木県道155号羽生田鶴田線：南西部と北部を通過しており、その間には鹿沼市池ノ森内の区間がある。上記県道羽生田上蒲生線起点が本県道の起点でもある。北東方面は鹿沼市流通センター・宇都宮市方面へ向かっている。

## 小・中学校の学区
市立小・中学校に通う場合、学区は以下の通りとなる。
| 地区 | 小学校               | 中学校               |
| ---- | -------------------- | -------------------- |
| 全域 | 壬生町立壬生北小学校 | 壬生町立南犬飼中学校 |

## 施設
- 中泉公民館
- 壬生町中泉地区消防センター

## 寺社
- 中泉寺
- 磐裂根裂神社